# ハムマン (護衛駆逐艦)
| USS Hammann |                                                                                              |
| 艦歴        |                                                                                              |
| 発注:       |                                                                                              |
| 起工:       | 1942年7月10日                                                                                |
| 進水:       | 1942年12月13日                                                                               |
| 就役:       | 1943年5月17日                                                                                |
| 退役:       | 1945年10月24日                                                                               |
| 除籍:       | 1972年10月1日                                                                                |
| その後:     | 1974年1月18日にスクラップとして売却                                                          |
| 性能諸元    |                                                                                              |
| 排水量:     | 基準：1,253トン 満載：1,590トン                                                              |
| 全長:       | 306 ft 0 in（93.27 m）                                                                       |
| 全幅:       | 36 ft 58 in（11.15 m）                                                                       |
| 吃水:       | 10 ft 42 in（3.18 m）                                                                        |
| 機関:       | FMディーゼルエンジン4基 2軸推進 6,000 shp（4.5 MW）                                          |
| 最大速:     | 21ノット (39 km/h)                                                                           |
| 航続距離:   | 9,100海里（12ノット時）                                                                      |
| 兵員:       | 士官8名 下士官兵201名                                                                        |
| 兵装:       | 3インチ砲3門、連装40mm機銃1基 20mm砲8基 21インチ魚雷発射管3基 ヘッジホッグ1基、爆雷軌条2基、 |

ハムマン（USS Hammann, DE-131）はアメリカ海軍の護衛駆逐艦。エドサル級。艦名は第一次世界大戦において名誉勲章を授与された将校であるチャールズ・ハムマンに因む。
1942年7月10日にテキサス州オレンジのコンソリデイティッド鉄鋼会社でラングレーとして起工、1942年8月1日にハムマンへと改名し、チャールズ・ハムマンの妹リリアム・ロード女史後援のもと1942年12月13日に進水、1943年5月17日就役した。

## 艦歴
試運転後にバージニア州ノーフォークに向かい、1943年7月に最初の大西洋の護衛艦任務に就いた。1943年7月13日から1944年3月10日にかけてモロッコのカサブランカに向かう輸送船団の護衛任務に就き、護衛空母とともに哨戒を行った。潜水艦との接触時に数回攻撃を行ったが戦果は無かった。
1944年3月28日から1944年11月29日の間、ハムマンはヨーロッパとの間を6回以上の航行し輸送船団を護衛した。1月4日には輸送船の行き先をリバプールに変更し更に4回の航海を行い、ヨーロッパでの戦争終結に必要な補給路を維持した。1945年3月2日の航海では雷撃を受けた輸送船団の1隻を救助するよう要請され、70名を救助し、救助隊を被弾した船に送り込み輸送船の沈没を防いだ。
1945年8月4日にパナマ運河経由でカリフォルニア州サンディエゴに到着し真珠湾へ向かった。その後太平洋戦争が終結したため帰国、1945年10月24日に退役した。
ハムマンは1972年10月1日に除籍され、1974年1月18日にスクラップとして売却された。